# سامانتا فاکس (بازیگر پورنوگرافی)
سامانتا فاکس (انگلیسی: Samantha Fox؛ زاده ۳ دسامبر ۱۹۵۱) بازیگر پورنوگرافی اهل ایالات متحده آمریکا است.